# 249 (numero)
Duecentoquarantanove (249) è il numero naturale dopo il 248 e prima del 250.

## Proprietà matematiche
- È un numero dispari.
- È un numero composto con quattro divisori: 1, 3, 83, 249. Poiché la somma dei suoi divisori (escluso il numero stesso) è 87 < 249, è un numero difettivo.
- È un numero semiprimo.
- È un intero di Blum.
- È un numero 84-gonale.
- È un numero malvagio.
- Può essere espresso in due modi diversi come differenza di due quadrati: 249=43²-40²=125²-124².
- È parte delle terne pitagoriche (249, 332, 415), (249, 3440, 3449), (249, 10332, 10335), (249, 31000, 31001).

## Astronomia
- 249P/LINEAR è una cometa periodica del sistema solare.
- 249 Ilse è un asteroide della fascia principale del sistema solare.

## Astronautica
- Cosmos 249 è un satellite artificiale russo.

## Altri ambiti
- +249 è il prefisso telefonico internazionale del Sudan.
- L'additivo alimentare E249 è il conservante nitrito di potassio.